# Orhan Temur

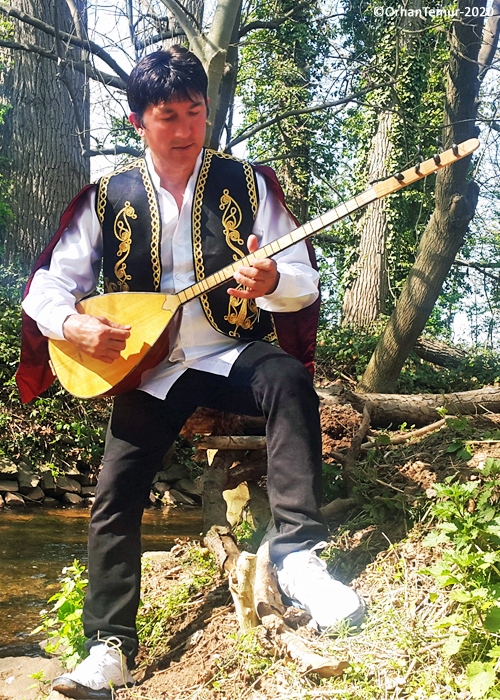
Orhan Temur – 2020

Orhan Temur (* 1960 in Çankırı, Türkei) ist ein türkischer Sänger, Komponist und Saz-Virtuose.
Orhan Temur spielt neben seinem Hauptinstrument Saz noch Violine, Cello, Gitarre, Laute, und Kanun und ist Sänger.

## Werke
Nach seinem Musikstudium in der Türkei kam er in den 1980er Jahren nach Deutschland. Er nahm europaweit an verschiedenen Kulturprojekten, Veranstaltungen und Shows teil. Temur produzierte Musik für Filme,
Dokumentationen, Theater, Musikalben und Hörspiele. Er arbeitete auch als Dozent an Volkshochschulen sowie Kulturinstitutionen. Mit seinem modernen und dennoch traditionellen Stil popularisierte er die Saz – die traditionelle türkische Musik – besonders unter den jungen Türken. Er gründete Chöre, Saz-Bağlama Ensembles und hatte zahlreiche Aufführungen.
Im Bereich der Weltmusik wirkte er in vielen Musikalben als Musikproduzent, Arrangeur, sowie Instrumental-Solist mit.

In der Kölner Philharmonie und beim WDR Köln spielte er im Jahr 1986 das allererste Saz-Concerto (Instrumentalkonzert) als Solist.
Temur hatte unter anderem Auftritte in der Talkshow von Alfred Biolek, bei Wetten dass in Linz sowie in der österreichischen Fernsehshow Nix is Fix. Beim Musikalbum Brüder von Rainhard Fendrich wirkte er als Instrumentalsolist mit. Seit 2012 arbeitet er an neuen Entwicklungen der Spieltechnik auf der Saz.

## Filmografie
- Zugvögel – Deutschland 1989
- Sehnsucht – Deutschland 1990[14]
- Winterblume – Deutschland 1996[15]
- Die Reise nach Kafiristan – Deutschland 2001
- Von glücklichen Schafen – Deutschland 2015